# 阿辛德
阿辛德（Asind），是印度拉贾斯坦邦Bhilwara县的一个城镇。总人口14118（2001年）。

## 人口
该地2001年总人口14118人，其中男性7196人，女性6922人；0—6岁人口2473人，其中男1253人，女1220人；识字率53.70%，其中男性为66.54%，女性为40.36%。